# Cap d'August velat
El Cap d'August velat és una peça escultòrica d'època romana que representa l'emperador August, trobada a Pol·lència el segle xvi i exposada al Museu de Mallorca del 2022 ençà.
Es tracta d'una de les obres de l'antiga Roma de més qualitat artística i de més rellevància històrica mai trobades a l'illa de Mallorca i, com a tal, gaudeix de la condició de Bé d'Interès Cultural d'ençà del 2015, protecció que rebé per evitar una possible compra estrangera.

## Descripció
Es tracta d'un cap de 38,5 cm de marbre blanc de gra fi i vetes vermelloses que representa l'emperador August amb el cap cobert per un vel com a pontífex màxim, que segurament anava encaixada en una escultura de cos sencer. El seu rostre d'expressió tensa i enèrgica és característica dels retrats dels reis hel·lenístics.
Es tracta d'un cap de tipus velat que va ser realitzat poc després de la seva victòria a batalla d'Àctium (31 aC) contra Marc Antoni i Cleòpatra, i hom el considera un dels retrats més rellevants d'August en l'inici de la seva etapa com a princeps ('emperador'). Aquesta tipologia de retrats combina la iconografia que enalteix l'energia i heroïcitat de l'emperador, amb els valors cívics i religiosos representats pel vel, que l'identifica com a pontífex màxim, de manera que posa en relleu el caràcter pacificador i cohesionador de l'Imperi. L'escultura tenia un caràcter oficial molt marcat i és testimoni de la ràpida adhesió dels pol·lentins al nou règim polític romà.

## Història
Per l'excel·lent execució de la peça, hom ha considerat que fou esculpida a qualque taller itàlic. En qualsevol cas, l'emplaçament original de l'escultura era en un lloc públic de la ciutat de Pol·lència.
Segles més tard, el segle xvi, el cap va aparèixer a prop de l'església de Santa Anna, i inicialment fou identificat amb Cecili Metel, el conqueridor de l'illa. El primer propietari fou Ramon de Verí, de la casa dels Verins, oïdor de la Reial Audiència de Mallorca, segons que diu l'historiador Joan Binimelis. Dos segles més tard, el cap havia passat a ser propietat del marquès de Campofranco qui el guardava a la seva casa de Palma, Can Pueyo. Nicolau de Pueyo i Rossinyol, segon marquès de Campofranco, li havia fet posar una inscripció en llatí que deia desenterrada i col·locada en aquest pedestal el 6 d'octubre de 1757, pel zel d'escriptors molt dignes, en memòria de l'antiguitat.
La peça va passar de generació en generació i va romandre sempre dins Can Pueyo. No obstant això, la peça era ben coneguda, i així el 2005 fou cedida temporalment al CaixaForum Palma per l'exposició El món romà a les Illes Balears que es feu al Grand Hotel. Poc més tard, el Consell tengué notícia que la propietat havia temptat de subhastar el cap a Nova York, i, amb la intenció d'evitar-ho, demanà que la peça fos valorada pels tècnics de patrimoni, però Almudena de Padura i España, marquesa de Campofranco i propietària de la peça, no els ho permeté, com també ho havia evitat l'anterior marquès Joan Roten i Sureda. Amb la intenció de mantenir-la dins de l'illa, hom agilitzà els tràmits per declarar-la Bé d'Interès Cultural i així impedir que pogués sortir de l'estat, condició que assolí el 2015. Finalment, el Ministeri de Cultura acordà amb la propietat la compra del cap per 250.000 € i posteriorment la cedí al Museu de Mallorca, on s'exposa d'ençà del maig de 2022, abans i tot que reobrís la secció d'arqueologia del mateix museu, llavors en obres.